# Vickleby
Vickleby – miejscowość (tätort) w Szwecji, w regionie administracyjnym (län) Kalmar, w gminie Mörbylånga.
Według danych Szwedzkiego Urzędu Statystycznego liczba ludności wyniosła: 438 (31 grudnia 2015), 456 (31 grudnia 2018) i 452 (31 grudnia 2019).